# Nathan Tyson
Nathan Tyson (Reading, 4 maggio 1982) è un ex calciatore inglese, di ruolo attaccante.

## Carriera

### Club
Ha giocato nella prima divisione scozzese e nella seconda divisione inglese.

### Nazionale
Ha giocato nella nazionale inglese Under-20.